# José Magdalena
Magdalena  Lafuente est un nom espagnol. Le premier nom de famille, en général paternel, est Magdalena ; le second, en général maternel, souvent omis, est Lafuente.
José Magdalena Lafuente (né en 1889 à Barcelone et mort le 19 juillet 1977 dans sa ville natale) est un coureur cycliste espagnol.

## Biographie
Professionnel de 1910 à 1920 et en 1926, il est sacré à deux reprises champion d'Espagne sur route en 1910 et 1912. Il a également remporté le Tour de Catalogne en 1912 avec trois étapes.
En 1918, il devient président de l'Association cycliste catalane.

## Palmarès
- 1909
  -  Champion d'Espagne sur route amateurs
- 1910
  -  Champion d'Espagne sur route
- 1911
  - 2e du Tour de Catalogne
- 1912
  -  Champion d'Espagne sur route
  - Tour de Catalogne :
    - Classement général
    - 1re, 2e et 3e étapes
- 1914
  - 3e du championnat d'Espagne sur route
- 1915
  - Champion de Catalogne sur route
  - 3e du championnat d'Espagne sur route
- 1916
  - 3e du championnat d'Espagne sur route
- 1917
  - Champion de Catalogne sur route
  - 3e du championnat d'Espagne sur route